# Sanfilippodytes barbarensis
Sanfilippodytes barbarensis är en skalbaggsart som först beskrevs av Wallis 1933.  Sanfilippodytes barbarensis ingår i släktet Sanfilippodytes och familjen dykare. Inga underarter finns listade i Catalogue of Life.